# Vännäs socken
Vännäs socken i Västerbotten motsvarar området som sedan 1971 utgör Vännäs kommun och motsvarar från 2016 Vännäs distrikt.
Socknens areal är 568,20 kvadratkilometer, varav 544,48 land. År 2000 fanns här 8 584 invånare. Tätorten Vännäs samt tätorten och kyrkbyn Vännäsby med Vännäs kyrka ligger i socknen. 

## Administrativ historik
Vännäs socken bildades 1825 genom utbrytning ur Umeå socken.  
Vid kommunreformen 1862 överfördes ansvaret för de kyrkliga frågorna till Vännäs församling och för de borgerliga frågorna till Vännäs landskommun. Ur landskommunen utbröts 1928 Vännäs köping. Landskommunen uppgick 1971 i Vännäs kommun.
1 januari 2016 inrättades distriktet Vännäs, med samma omfattning som församlingen hade 1999/2000.
Socknen har tillhört fögderier, tingslag och domsagor enligt vad som beskrivs i artikeln Västerbotten. De indelta soldaterna tillhörde Västerbottens regemente.

## Geografi
Vännäs socken ligger kring Vindelälvens inflöde i Umeälven. Socknen är utanför älvdalarna en starkt kuperad skogsbygd med många höjder som nå över 200 meter över havet.

## Fornlämningar
Från stenåldern är ett fåtal boplatser funna. Omkring 120 fångstgropar har påträffats.

## Namnet
Namnet (1539 Wendernes) kommer från kyrkbyn. Förleden synes innehålla vända, 'rörelse runt och tillbaka', efterleden är -näs.

## Befolkningsutveckling
| Befolkningsutvecklingen i Vännäs socken 1830–1990                                                        | Befolkningsutvecklingen i Vännäs socken 1830–1990 | Befolkningsutvecklingen i Vännäs socken 1830–1990 | Befolkningsutvecklingen i Vännäs socken 1830–1990 | Befolkningsutvecklingen i Vännäs socken 1830–1990 |
| --- | ------------------------------------------------- | ------------------------------------------------- | ------------------------------------------------- | ------------------------------------------------- |
| |                                                   |                                                   |                                                   |                                                   |
| År |                                                   |                                                   | Folkmängd                                         |                                                   |
| 1830 | 1830                                              |                                                   | 849                                               |                                                   |
| 1840 | 1840                                              |                                                   | 1 787                                             |                                                   |
| 1850 | 1850                                              |                                                   | 2 278                                             |                                                   |
| 1860 | 1860                                              |                                                   | 2 746                                             |                                                   |
| 1870 | 1870                                              |                                                   | 2 927                                             |                                                   |
| 1880 | 1880                                              |                                                   | 3 282                                             |                                                   |
| 1890 | 1890                                              |                                                   | 3 951                                             |                                                   |
| 1900 | 1900                                              |                                                   | 5 326                                             |                                                   |
| 1910 | 1910                                              |                                                   | 5 975                                             |                                                   |
| 1920 | 1920                                              |                                                   | 6 820                                             |                                                   |
| 1930 | 1930                                              |                                                   | 7 110                                             |                                                   |
| 1940 | 1940                                              |                                                   | 7 230                                             |                                                   |
| 1950 | 1950                                              |                                                   | 8 170                                             |                                                   |
| 1960 | 1960                                              |                                                   | 8 694                                             |                                                   |
| 1970 | 1970                                              |                                                   | 8 123                                             |                                                   |
| 1980 | 1980                                              |                                                   | 8 093                                             |                                                   |
| 1990 | 1990                                              |                                                   | 8 410                                             |                                                   |
| Anm: Källor: Umeå universitet - Tabellverket 1749-1859, Demografiska databasen, CEDAR, Umeå universitet. |                                                   |                                                   |                                                   |                                                   |